# Kenji Austin
Evangelista Kenji Austin Ho Matsuoka (* 24. Februar 2004 in Singapur), auch nur als Kenji Austin bekannt, ist ein singapurischer Fußballspieler.

## Karriere
Name erlernte das Fußballspielen in der Schulmannschaft der Queensway Secondary School sowie in der Jugendmannschaft von Albirex Niigata (Singapur). Der Verein ist ein Ableger des japanischen Zweitligisten Albirex Niigata. Die erste Mannschaft spielt in der ersten singapurischen Liga, der Singapore Premier League. Sein Erstligadebüt gab der Jugendspieler am 1. Juli 2023 (18. Spieltag) im Auswärtsspiel gegen die Young Lions. Bei dem 4:2-Auswärtserfolg wurde er in der 63. Minute für den Japaner Shuto Komaki eingewechselt. Am Ende der Saison 2023 feierte er mit Niigata die singapurische Meisterschaft.

## Erfolge
Albirex Niigata (Singapur)
- Singapurischer Meister: 2023